# Permata Musara
Permata Musara is een bestuurslaag in het regentschap Aceh Tenggara van de provincie Atjeh, Indonesië. Permata Musara telt 315 inwoners (volkstelling 2010).